# Parasaissetia tsaratananae
Parasaissetia tsaratananae är en insektsart som först beskrevs av Mamet 1951.  Parasaissetia tsaratananae ingår i släktet Parasaissetia och familjen skålsköldlöss. Inga underarter finns listade i Catalogue of Life.